# Ministère de l'Environnement, de l'Économie verte et du Changement climatique
Le ministère de l'Environnement, de l'Économie verte et du Changement climatique est un ministère du gouvernement au Burkina Faso.

## Description

### Siège
Le ministère chargé de l'environnement, de l'économie verte et du changement climatique a son siège à Ouagadougou. 

### Attributions
Le ministère est chargé de l'Environnement, de l'Économie verte et du Changement climatique.

### Ministres
Depuis le 25 octobre 2022, Roger Barro est le ministre de l’Environnement, de l'Énergie, de l’Eau et de l’Assainissement.